# Vino toscano

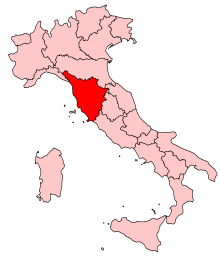
Toscana.

El vino toscano es el vino italiano producido en la Toscana, región ubicada en el centro de Italia, a lo largo del mar Tirreno, y uno de los productores de vino mundiales más notables. Los Chianti, Brunello di Montalcino y Vino Nobile di Montepulciano se hacen principalmente con uva Sangiovese, mientras la Vernaccia es la base del Vernaccia di San Gimignano blanco. La Toscana también es conocida por el Vin Santo, producido con diversas uvas de la región. La Toscana tiene 29 Denominazioni di origine controllata (DOC) y 7 Denominazioni di origine controllata e garantita (DOCG). En los años 70 surgió una nueva categoría de vinos conocida como «Súper Toscanos», elaborados fuera de las regulaciones DOC/DOCG pero considerados de alta calidad y resultando caros, convirtiéndose muchos en vinos de culto. Tras la reforma del sistema de clasificación italiano muchos de los Súper Toscanos pasaron a ser DOC o DOCG, pero algunos productores prefieren la categorización sin clasificar o el uso de la clasificación Indicazione Geografica Tipica (IGT) de Toscana.

## Historia
La historia de la viticultura en la Toscana se remonta a los asentamientos etruscos del siglo VIII a. C. Restos de ánforas procedentes de la región demuestran que el vino toscano fue exportado al sur de Italia y la Galia tan pronto como en siglo VII a. C. Para el siglo III a. C. ya había referencias literarias de escritores griegos sobre la calidad del vino toscano. Desde la caída del Imperio Romano y durante toda la Edad Media, los monasterios fueron los principales productores de vino de la región. Cuando surgieron la aristocracia y los mercaderes, heredaron la cultura de la mediería (mezzadria), sistema que toma su nombre del acuerdo por el cual el terrateniente pone la tierra y los recursos para cultivar a cambio de la mitad (mezza) de la cosecha anual. Muchos terratenientes toscanos producían vino con la mitad de su cosecha, que vendía a mercaderes de Florencia. La primera referencia a los mercaderes de vino florentinos procede de 1079, y en 1282 se creó un gremio.
El gremio Arte dei Vinattieri estableció normas estrictas sobre cómo debían conducir su negocio los mercaderes de vino florentinos. No debía venderse vino a menos de 90 metros de una iglesia, y también estaba prohibido servir a niños de menos de 15 años y a prostitutas, rufianes y ladrones. En el siglo XIV se vendía una media de 300.000 hectolitros anuales de vino en Florencia. La primera referencia al Vino Nobile di Montepulciano procede de finales del siglo XIV. La primera mención registrada al vino de Chianti se debe al mercader toscano Francesco di Marco Datini, el «mercader de Prato», que describió un vino blanco y ligero. Los vinos de Vernaccia y Greco de San Gimignano se consideraban artículos de lujo y eran tan preciados como el azafrán. Durante esta época los productores toscanos empezaron a experimentar con nuevas técnicas e inventaron el proceso del governo, que ayudaba a estabilizar los vinos y fermentar el azúcar lo suficientemente como para hacerlos secos. En 1685 el autor toscano Francesco Redi escribió Bacco in Toscano, un poema de 980 versos describiendo los vinos de la región.
Tras el final de las Guerras Napoleónicas, las Toscana volvió a estar bajo el gobierno de los Habsburgo. Fue en este momento cuando el estadista Bettino Ricasoli heredó su antigua finca familia en Broglio, en el corazón de la zona Chianti Classico. Resuelto a mejorar la finca, Ricasoli viajó por Francia y Alemania, estudiando las variedades de uva y técnicas vinícolas. Llevó varios tipos de uva de vuelta a la Toscana y experimentó con distintas variedades en sus viñedos. Sin embargo, descubrió que tres variedades locales (Sangiovese, Canaiolo y Malvasía) daban los mejores vinos. En 1848 estalló la revolución en Italia y su amada esposa falleció, dejando a Ricasoli poco interés que dedicar al vino. En la década de 1850 la mayoría de los viñedos toscanos estaban devastados, habiendo emigrado muchos campesinos a otras parte del país o a América.

## Clima y geografía

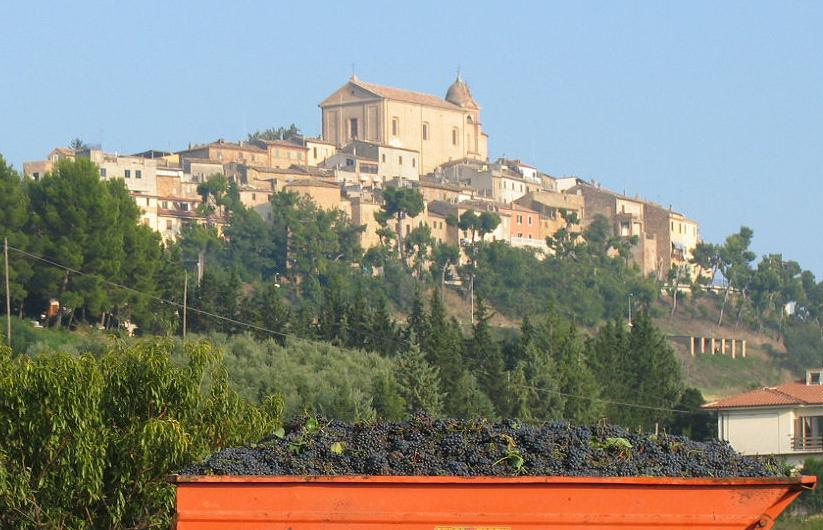
Uvas Sangiovese cosechadas en la región de Montepulciano.

La región de la Toscana, la quinta mayor de Italia, incluye siete islas costeras. Limita al noroeste con Liguria, al norte con Emilia-Romaña, al este con Umbría y al sur con el Lacio. Al oeste está el mar Tirreno, que da a la zona un clima mediterráneo templado. El terreno es bastante accidentado (sobre el 68% del total), progresando al interior hasta los Apeninos a lo largo de la frontera con Emilia-Romaña. Las colinas sirven para suavizar el calor del verano, estando muchos viñedos plantados en las zonas más altas de las colinas.
La uva Sangiovese madura mejor cuando recibe más luz del sol directa, lo que es un beneficio de muchos viñedos de las colinas toscanas. La mayoría de los viñedos de la región están a una altitud de unos 150–500 m. La mayor elevación también incrementa la variación de temperatura diurna, ayudando a las uvas a mantener un equilibrio de azúcares y acidez, así como sus cualidades aromáticas.

## Uvas y vinos
Tras el Piamonte y el Véneto, la Toscana produce el tercera mayor volumen de vinos de calidad DOC y DOCG, suponiendo la tercera región con más viñedos (por detrás de Sicilia y Apulia) pero la octava en volumen total producido. Esto se debe en parte al hecho de que su suelo es muy pobre, y los productores priorizan rendimientos bajo y mayor calidad en sus vinos. Más del 80% de la producción de la región es vino tinto.
Aunque la Sangiovese es la uva más importante de la Toscana, existen muchas variedades clonadas, teniendo muchas poblaciones su propia versión local de Sangiovese. La Cabernet Sauvignon se ha cultivado en la Toscana desde hace unos 250 años, pero solo recientemente ha sido asociada con la región gracias al auge de los Súper Toscanos. Otras variedades internacionales presentes en la Toscana son la Cabernet Franc, Chardonnay, Merlot, Pinot Noir, Sauvignon Blanc y Syrah. De la mucha variedades tintas locales la Canaiolo, Colorino, Malvasia Nera y Mammolo son las más cultivadas. Para los blancos, la Trebbiano es la variedad más plantada, seguida por la Malvasía, Vermentino y Vernaccia.

### Súper Toscanos

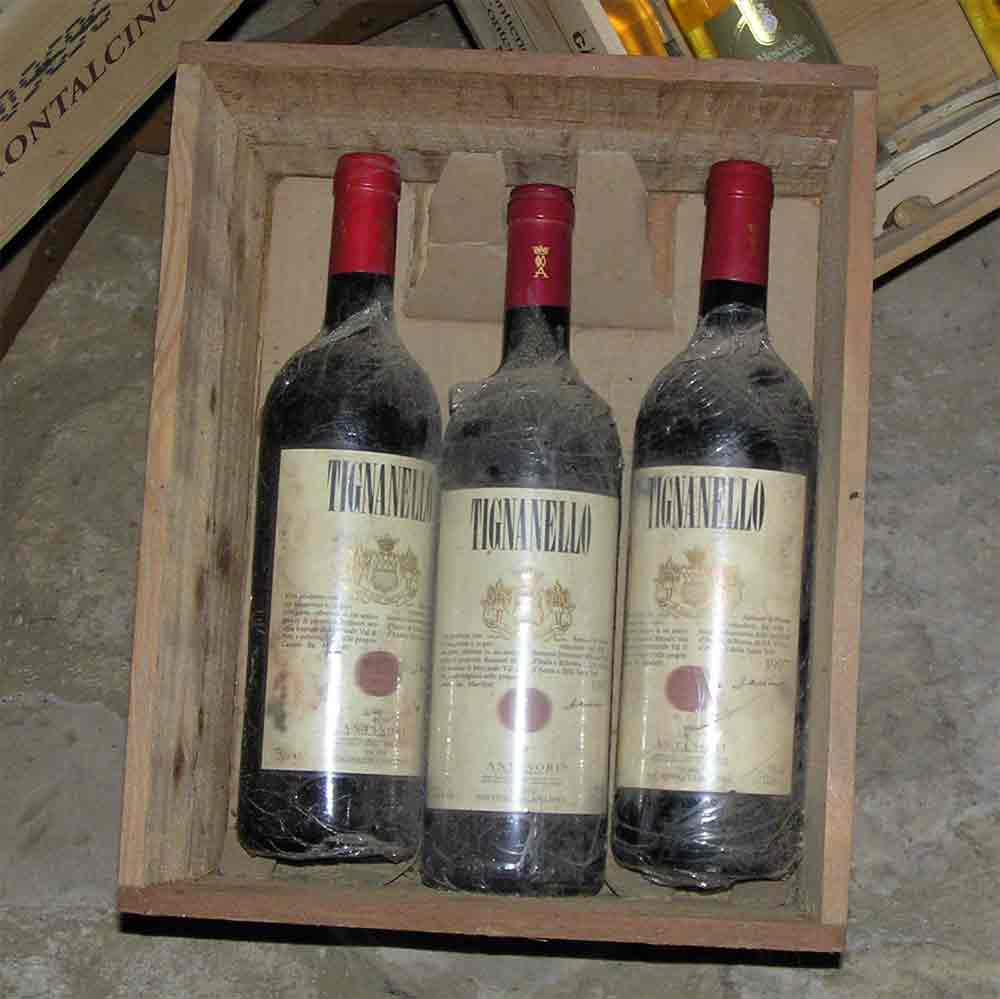
Tignanello, uno de los primeros Súper Toscanos.

Los Súper Toscanos son una categoría no oficial de vinos toscanos, no reconocida por el sistema de clasificación de vinos italiano. Su origen está en las restrictivas prácticas DOC de la zona de Chianti anteriores a los años 90. Durante esta época el Chianti no podía producirse con más del 70% de Sangiovese y tenía que incluir al menos un 10% de otras uvas blancas locales. Los productores que se desviaban de esta normativa no podían usar el nombre Chianti en sus etiquetas, por lo que serían clasificados como vinos de mesa (vino da tavola), la categoría italiana más baja. En los años 70 el mercado de los vinos de Chianti estaba resintiéndose, al percibirse que no tenían calidad. Muchos productores toscanos creyeron que podían producir un vino de mejor calidad sin las restricciones DOC.
El marqués Piero Antinori fue uno de los primeros en crear un vino de estilo Chiante que ignoraba la normativa DOC, comercializando en 1978 una mezcla de 1971 de Sangiovese y Cabernet Sauvignon llamada Tignanello. Otros productores le siguieron y pronto los precios de los Súper Toscanos estaban superando consistentemente los precios de algunos de los Chianti más conocidos. En lugar de confiar en una denominación reconocida de la región de Chianti, los productores de Súper Toscanos buscaron crear una marca que fuese conocida por sus propios méritos entre los consumidores. Para finales de los años 80, la tendencia de crear vinos de alta calidad fuera de la DOC se había extendido a otras regiones de la Toscana, así como al Piamonte y al Véneto. Modificaciones a la normativa de la DOC Chianti intentaron «corregir» los problemas que llevaron a los Súper Toscanos, de forma que estos caerían ahora en el estándar DOC/G Chianti. Aunque diversos productores han llevado a sus Súper Toscanos de vuelta a la regulación DOC, muchos no lo han hecho y continúan usando la menos restrictiva designación IGT Toscana.

### Vin Santo
Aunque la Toscana no es la única región italiana que produce el vino del desierto passito Vin Santo (‘vino santo’), las versiones de esta región están bien consideradas y buscadas por los consumidores. La versión más famosa procede de Chianti Classico y se produce con una mezcla de Trebbiano y Malvasia Bianca. Los estilos tinto y rosado también se producen principalmente a partir de uva Sangiovese. Estos vinos se envejecen en barricas un mínimo de 3 años, 4 si se desea que sea un reserva (Riserva).

## Regiones vinícolas
Las 29 DOC y 7 DOCG de la Toscana se extienden por las 10 provincias de la región.

### Brunello di Montalcino

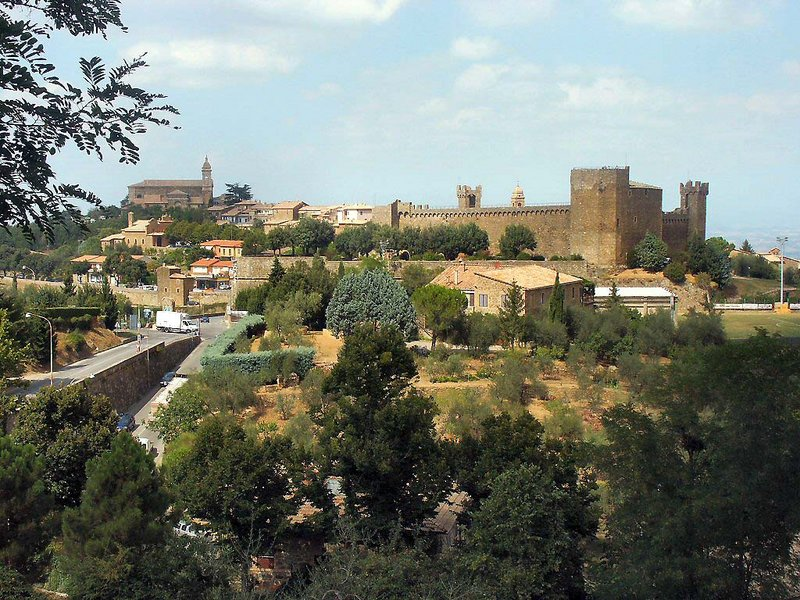
Pueblo de Montalcino.

Brunello es el nombre de una variedad local de Sangiovese cultivada en los alrededores de Montalcino, localidad ubicada al sur de la zona Chianti Classico, con un clima más seco y templado. El monte Amiata protege la zona de los vientos del sureste. Muchos de los viñedos están situados sobre las colinas, a una altitud de unos 500 m, si bien los hay también en zonas más bajas. La uva de las regiones del norte y el este tiende a madurar más lentamente y producen vinos más perfumados y ligeros. Las regiones del sur y el oeste son más templada, por lo que sus vinos tienden a ser más ricos e intensos.
La variedad Sangiovese de Brunello parece florecer en este terroir, madurando con facilidad y produciendo consistentemente vinos fuertes de color, extracto y riqueza, de mucho cuerpo y buen equilibrio de taninos. A mediados del siglo XIX, se cree que un granjero local llamado Clemente Santi aisló el clon Brunello y lo plantó en esta región. Su nieto Ferruccio Biondi-Santi ayudó a popularizar el Brunello di Montalcino en la segunda mitad del siglo XIX. En la década de 1980 fue el primer vino en obtener la clasificación DOCG. Actualmente hay unos 200 cultivadores en la región de Montalcino, que producen unas 333.000 cajas de Brunello di Montalcino anuales.
Los vinos Brunello di Montalcino necesitan envejecer al menos 4 años antes de poder comercializarse, requiriendo los riserva al menos 5. Los Brunellos tienden a ser muy fuerte y tánicos en su juventud, necesitando al menos una década o dos antes de empezar a suavizarse, teniendo los vinos de cosechas excelentes potencial para superar bien los 50 años. En 1984 la región de Montalcino recibió la designación DOC de Rosso di Montalcino. Llamados a menudo «Baby Brunellos», estos vinos se hacen típicamente con las mismas uvas, viñedos y estilo que el Brunello di Montalcino normal, pero no se envejecen tanto. Aunque parecidos a los Brunellos en sabor y aroma, estos vinos son a menudo más ligeros y aprovechables en su juventud.

### Carmignano
Famosa por la calidad de sus vinos desde la Edad Media, Carmignano fue identificada por Cosme III de Médici, gran duque de Toscana, como una de las regiones productoras de vinos superiores, otorgándole protecciones legales especiales en 1716. En el siglo XVIII, los productores de la región desarrollaron la tradición de mezclar Sangiovese con Cabernet Sauvignon, mucho antes de que esta costumbre fuera popularizada por los «Súper Toscanos» a finales del siglo XX. En 1975, la región recibió una denominación DOC y posteriormente, en 1990, la DOCG (retroactiva a la cosecha de 1988). Actualmente Carmignano tiene aproximadamente 110 Ha plantadas, produciendo casi 2700 hl con denominación DOCG cada año.

### Chianti

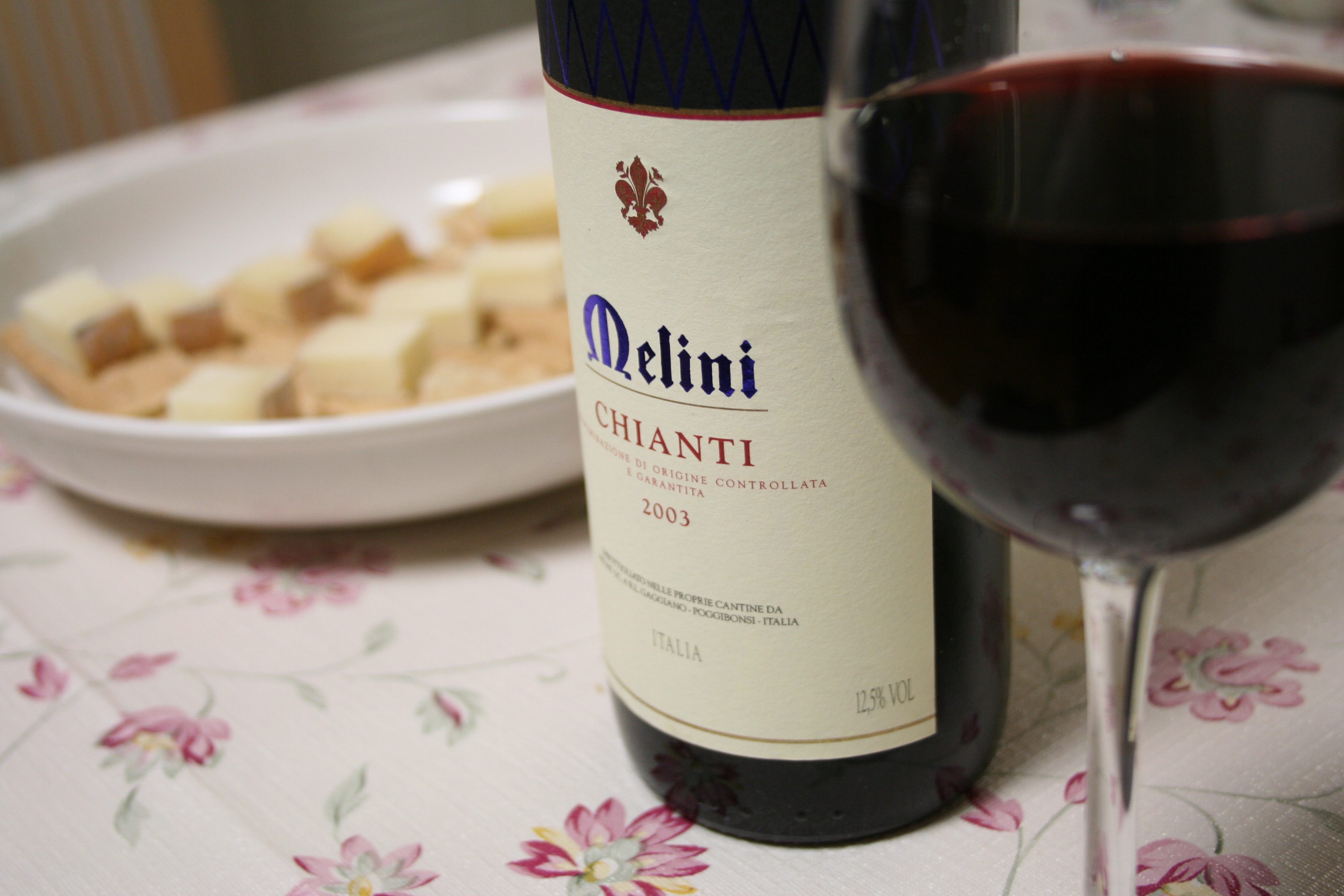
Un vaso de Chianti.

Ubicada en el centro de la Toscana, la zona de Chianti es la mayor región vinícola clasificada toscana y produce cerca de 8 millones de estuches de vino anuales. Además de producir el famoso tinto Chianti, también comercializa blanco, otros tintos (rosso) y vin santo. La región está dividida en dos denominaciones DOCG: Chianti y Chianti Classico. La zona Chianti Classico cubre el área entre Florencia y Siena, que es la región Chianti original, produciéndose en ella algunos de los mejores vinos. La zona mayor Chianti DOCG se divide a su vez en seis subzonas y regiones en la parte occidental de la provincia de Pisa, las colinas florentinas al norte del Chianti Classico en la provincia de Florencia, las colinas de Siena al sur de la ciudad en la provincia de Siena, la provincia de Arezzo y el área alrededor de las comunas de Rufina y Pistoia.
Desde 1996 está permitido que el Chianti incluye al menos un 75% de Sangiovese, un máximo del 10% de Canaiolo, hasta un 10% de uva blanca (Malvasía y Trebbiano) y hasta un 15% de cualquier otra uva tinta cultivada en la región (como la Cabernet Sauvignon). Esta variedad de uvas y técnicas es una razón por la que el Chianti puede variar ampliamente de un productor a otro. El uso de uva blanca en la mezcla puede alterar el estilo del Chiante, suavizando los vinos con un porcentaje más altos de estas variedades, lo que típicamente señala que el vino debe consumirse joven y no envejecerse mucho tiempo. En general, los Chianti Classicos se describen como vinos de cuerpo medio con taninos firmes y secos. El aroma característico es a cereza, pero también puede tener notas a nuez y florales.
La región Chianti Classico cubre aproximadamente 260 km² e incluye las comunas de Castellina, Gaiole, Greve y Radda, así como partes de otras cinco comunas vecinas. El terroir de la zona Classico varía por toda la región dependiendo de la altitud, el tipo de suelo y la distancia de los viñedos al río Arno. Los suelos de las comunas del norte, como Greve, son más ricos en depósitos de arcilla, mientras los de las comunas del sur, como Gaiole, son más duros y pedregosos. El Chianti Riserva envejece al menos 27 meses, parte en barricas de roble, y debe tener un contenido en alcohol mínimo del 12,5%. Los vinos de la DOCG Chianti pueden llevar el nombre de una de las seis subzonas o simplemente la denominación Chianti. La denominación Chianti Superiore alude a los vinos producidos en las provincias de Florencia y Siena, pero no en la zona Classico.

### Vernaccia di San Gimignano

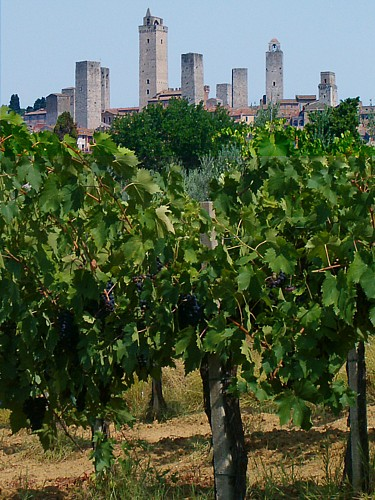
Viñedos en San Gimignano.

El Vernaccia di San Gimignano es un vino blanco hecho de uva Vernaccia en los alrededores de San Gimignano. En 1966 fue el primer vino en recibir una denominación DOC. Este estilo se ha producido en la región durante unos siete siglos, y se considera uno de los mejores y más característicos blancos toscanos. Es un vino seco, de cuerpo entero, con notas terrosas de miel y minerales. En algunos estilos puede enfatizarse la fruta, y algunos productores han experimentado con envejecer y fermentar el vino en barricas de roble para darle una sensación de cremosidad o tostado.

### Vino Nobile di Montepulciano
El Vino Nobile di Montepulciano recibió la denominación DOCG poco después del Brunello di Montalcino, en 1980. La DOCG cubre el tinto de la zona de Montepulciano. El vino recibió su nombre en el siglo XVII, cuando era el vino favorito de la nobleza toscana. Ubicado en la región sureste de la Toscana, el clima de la zona está muy influenciado por el mar. La variedad de Sangiovese in Montepulciano es conocida como Prugnolo Gentile y se necesita que componga al menos un 80% del vino. Tradicionalmente la Canaiolo y Mammolo suponen el resto de la mezcla, pero algunos productores han empezado a experimentar con Cabernet Sauvignon y Merlot.
Es necesario que los vinos envejezcan dos años antes de comercializarse, y uno más para que sean riserva. El uso reciente de barricas de roble francesas ha incrementado el cuerpo y la intensidad de los vinos, que destacan por sus notas de ciruela y almendra y sus taninos suaves.

## Otros vinos toscanos

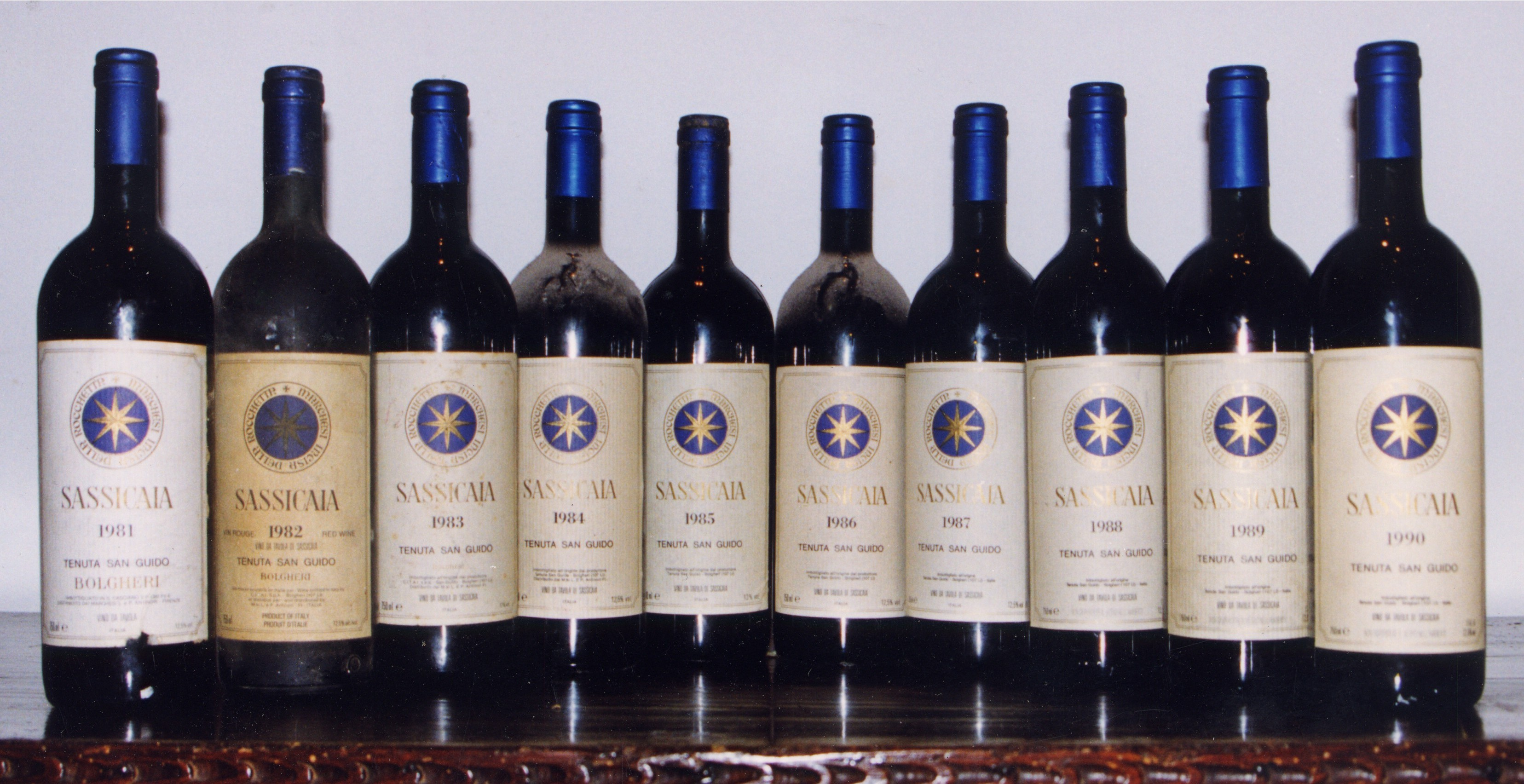
El Súper Toscano Sassicaia, de la región Bolgheri.

La región de Pomino, cerca de Ruffina, ha sido conocida históricamente por el predominio de las variedades de uva francesas, produciendo vinos tanto desde Cabernets como Chardonnay, Merlot, Pinot Blanc o Pinot Grigio además de la variedades locales italianas. La familia Frescobaldi es uno de los productores de vino más importantes de la región. La región Bolgheri en la provincia de Livorno es la cuna de uno de los vinos Súper Toscanos originales, el Sassicaia, producido primero en 1944 por el marqués Incisa della Rocchetta, primo de la familia Antinori. La región de Bolgheri es también la cuna del Súper Toscano Ornellaia, que apareció en la película Mondovino. La región Carmignano tiene otro DOCG toscano y fue una de las primeras regiones de la Toscana que tuvieron permitido el uso de Cabernet Sauvignon y Cabernet Franc, que se había cultivado históricamente en la zona, en sus vinos DOC.
En el sur de la Toscana, hacia el Lacio, está la zona de Maremma, que tiene una denominación IGT propia, Maremma Toscana. De Maremma es la DOCG toscana más reciente, Morellino di Scansano, que produce un vino seco y fragante con Sangiovese. La provincia de Grosseto es una de las regiones vinícolas toscanas emergentes, con 8 denominaciones DOC, la mitad de ellas creadas a finales de los años 90. Incluye la región Monteregio di Massa Marittima, que recientemente ha recibido inversión extranjera. La región de Parrina es conocida por su vino blanco mezcla de Trebbiano y Ansonica. El vino Bianco di Pitigliano es conocido por su ecléctica mezcla de uvas blancas, incluyendo Chardonnay, la subvariedad Greco de Trebbiano, Grechetto, Malvasía, Pinot Blanc, Verdello y Welschriesling.
Los vinos de la región de Montecarlo incluyen diversas variedades que no suelen encontrarse en la Toscana, incluyendo Sémillon y Roussanne. La uva Chianti menor Ciliegiolo también es popular aquí. La isla de Elba tiene una de las historias vitícolas más largas de la Toscana y alberga su propia DOC. Algunos de los vinos producidos en ella incluyen Trebbiano espumoso, un passito dulce Ansonica y un vino de postre semidulce de Aleatico.